# Flavius Taurus (consul en 428)
Pour les articles homonymes, voir Flavius Taurus et Taurus.
Ne doit pas être confondu avec Flavius Taurus (consul en 361).
Flavius Taurus, mort en 449, est un homme politique de l'Empire romain d'Orient. Issu d'une famille de fonctionnaires impériaux de haut rang, il fut nommé consul pour l'année 428 sous le règne de Théodose II.

## Biographie

### Famille et origine
Taurus est le fils d'Aurelianus, consul en 400, le neveu d'Eutychianus, consul en 397, et le petit fils de Flavius Taurus, consul en 361.
Son descendant, Taurus Clementinus Armonius Clementinus, fut consul en 513.

### Carrière politique
Issu d'une famille de fonctionnaires impériaux, Flavius Taurus est comte de la res privata en 416. Dans le même temps, son père, Aurelianus, est préfet du prétoire d'Orient pour la troisième fois, de 414 à 416.
Il est nommé consul pour la partie orientale de l'Empire en 428 durant le règne de Théodose II, en même temps que Flavius Felix pour l'Occident.
En 433-434, Taurus est nommé préfet du prétoire d'Orient et reçoit le titre de patrice, qui lui est conféré dans les adresses de loi à partir du 18 juin 434. Durant ses années à la préfecture du prétoire d'Orient, il correspond avec Jean d'Antioche, à qui il apprend notamment en 434 l'élévation de Proclus comme évêque de Constantinople. Taurus est également un correspondant d'Isidore de Péluse, qui lui adresse trois lettres, et de Théodoret de Cyr, qui lui demande - sans succès - d'intervenir auprès de l'empereur après avoir été de son siège épiscopal en 448,.
Selon la chronique du comte Marcellin, Taurus meurt en 449.